# Filippo Cifariello

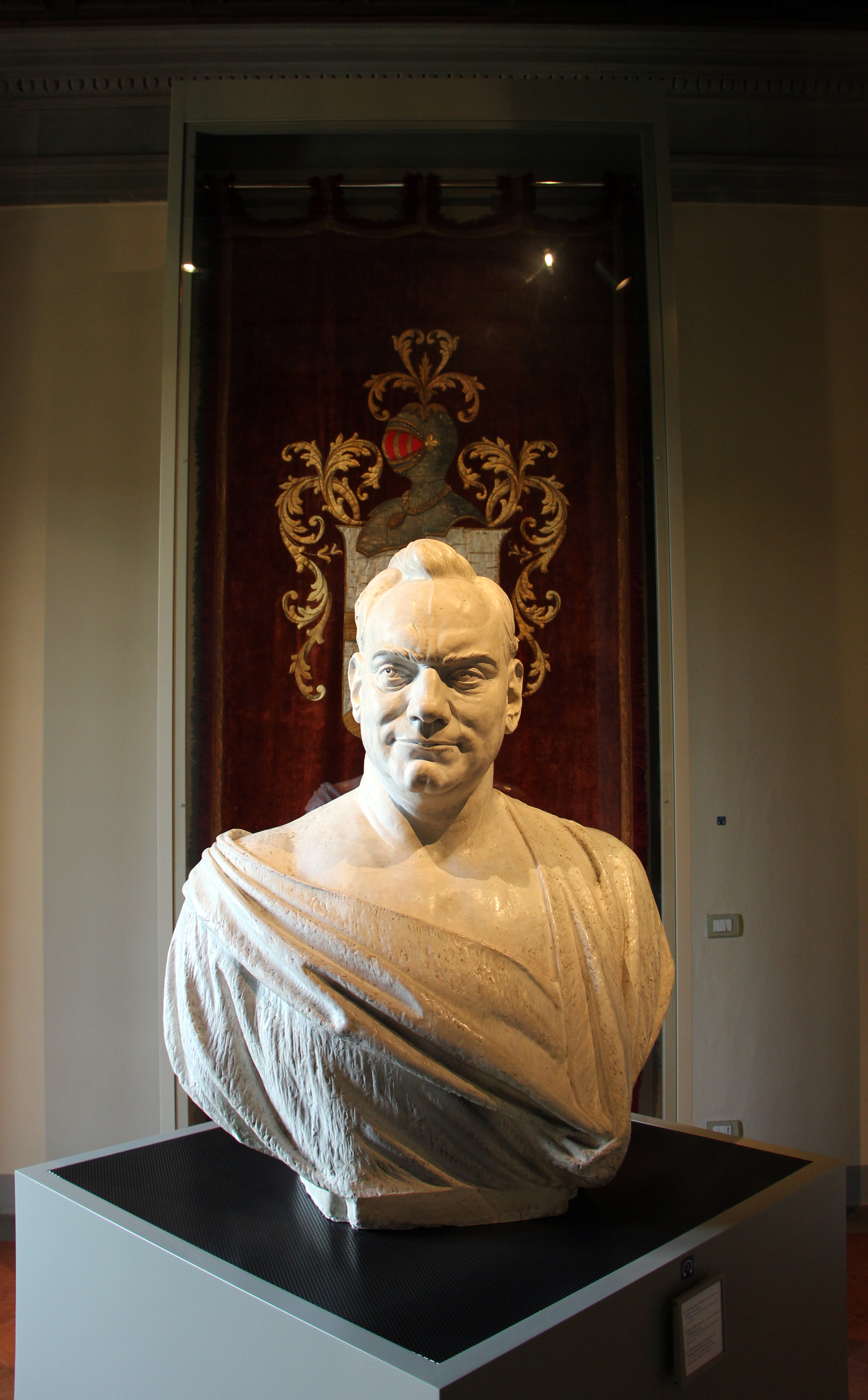
Busto in gesso di Enrico Caruso, 1899 circa, Museo Enrico Caruso

Filippo Antonio Cifariello (Molfetta, 3 luglio 1864 – Napoli, 5 aprile 1936) è stato uno scultore italiano.

## Biografia
Partecipò alla scuola del verismo napoletano. Ispirato a Vincenzo Gemito, fu uno dei più attivi scultori tardo neoclassici della sua epoca, producendo opere in bronzo, in marmo, in terracotta e in argento.
Un fosco dramma familiare sconvolse la sua vita, perché il 10 agosto 1905 uccise la moglie, la cantante francese Maria De Browne, a colpi di rivoltella. La grande popolarità di cui godeva e la strenua difesa espressa nell'arringa dall'avvocato Gaetano Manfredi davanti la corte d'assise di Campobasso, ne agevolarono, a distanza di due anni, l'assoluzione per totale infermità mentale.
Cifariello continuò ad essere perseguitato dalla sventura perché, essendosi risposato, la seconda moglie Evelina Fabbri gli morì nel 1914, appena ventiduenne, per le gravi ustioni riportate nel maneggiare un fornello a gas. Un terzo matrimonio con la tedesca Anna Marzell e la nascita di due figli (il più giovane dei quali fu Antonio Cifariello) non riuscirono a salvare dalla depressione l'artista, che morì suicida a 71 anni nel suo studio di Napoli.
Nel 1931 aveva dato alle stampe la propria autobiografia, dal titolo Tre vite in una.

## Opere
Alcune sue opere sono nei musei di Budapest, Düsseldorf, Berlino, Napoli, Roma, a Teano (statua della Vittoria alata che sovrasta il monumento ai caduti), a Capua (altro monumento ai caduti, ex monumento a Oreste Salomone, con un aviatore a cavallo di un'aquila), nella nativa Molfetta (monumento a Giuseppe Mazzini e all'Abate Vito Fornari), a Santeramo in Colle (busto in bronzo dell'artista Francesco Netti nel municipio, realizzato nel 1895) e a Bari (monumento equestre a re Umberto I, busto del sindaco Giuseppe Re David e di Araldo di Crollalanza nel palazzo di città, statua del lavoratore edile dinanzi al palazzo delle opere pubbliche, busto di Salvatore Cognetti nel giardino Garibaldi, statua di Sant’Antonio da Padova nella chiesa madre di Castelvetere sul Calore, diverse altre statue nella pinacoteca provinciale).
Un'altra opera in bronzo, realizzata per onorare i caduti di Bitonto nella I guerra mondiale, venne fusa nel 1940 per farne armi. Inaugurata tra forti polemiche nel 1925, raffigurava un soldato nudo con la spada sguainata che con un piede calpesta una donna (simboleggiante l'Austria) riversa su un globo con al centro l'Italia. Giudicata sul momento una "mostruosità artistica" venne in seguito rivalutata e ne fu rimpianta la perdita.